# علی‌اکبر سیف
علی‌اکبر سیف (متولد ۱۳۲۰ در نهاوند) روان‌شناس ایرانی و استاد بازنشسته دانشگاه علامه طباطبایی است.  او برای نگارش کتاب تغییر رفتار و رفتاردرمانی: نظریه‌ها و روش‌ها برگزیدهٔ هفدهمین دورهٔ کتاب سال ایران شد.

## زندگی
او از دانشسرای عالی تهران لیسانس گرفت. در پاییز ۱۳۴۸ راهی آمریکا شد و در دانشگاه ایلینوی جنوبی به تحصیل پرداخت. در همان زمان با همسرش، خدیجه علی‌آبادی، ازدواج کرد.

## کتابشناسی
- اندازه گیری، سنجش و ارزشیابی آموزشی.[۴]
- سنجش فرایند و فراورده یادگیری: روشهای قدیم و جدید.[۴]
- اندازه گیری و ارزشیابی پیشرفت تحصیلی.[۴]
- روانشناسی گذشته تا امروز (2 جلدی)؛ دکتر کریستوفر پترسون، دکتر علی اکبر سیف، دکتر حمیده جهانگیری، انتشارات اسکولار پرس، جلد 1 [۵]؛ جلد 2 [۶].
- روانشناسی تربیتی، ویژه دانشجویان پیام نور.[۴]
- اندازه گیری و سنجش در علوم تربیتی، ویژه دانشجویان دانشگاه پیام نور.[۴]
- تغییر رفتار و رفتاردرمانی: نظریه‌ها و روش‌ها برگزیدهٔ هفدهمین دورهٔ کتاب سال ایران شد.[۷]
- روش تهیه پژوهشنامه در روانشناسی و علوم تربیتی.[۴]
- روش های یادگیری و مطالعه.[۴]
- واژه نامه روانشناسی (کارگروهی).[۴]
- جمعه ها(زندگی نامه).[۴]
- ساختن ابزار های اندازه گیری متغیر های پژوهشی در روانشناسی و علوم تربیتی.[۴]
- روانشناسی پرورشی نوین(روانشناسی یادگیری و آموزش).[۴]
- ترجمه کتاب مقدمه ای بر نظریه های یادگیری (میتو اچ.السون.جولیو جی رامیرز{بی.آر.هرگنهان}

- Psychology The Past To Present  (2 Volumes); Peterson, Christopher; Seif, Aliakbar; Jahangiri, Hamideh (2020)  volume 1 [۸] volume 2 [۹] Scholars’ Press